# Forrest Gump (personagem)
Forrest Gump (Greenbow, 6 de junho de 1944) é um personagem fictício americano, protagonista dos livros escritos por Winston Groom, Forrest Gump de 1986 e Gump & Co. de 1995, e do filme de 1994 dirigido por Robert Zemeckis. Tom Hanks interpretou o personagem no filme e ganhou um Oscar de melhor ator por sua atuação. Forrest Gump é considerado um dos melhores personagens do cinema de todos os tempos.
Forrest é um homem de QI baixo, que se torna um empresário, filantropo, veterano de guerra, mesa-tenista, pescador de camarão e jogador de futebol americano universitário. Ele testemunha e influencia vários acontecimentos importantes do século XX. Ao longo sua vida, mantém um amor sincero por sua amiga de infância Jennifer "Jenny" Curran, que eventualmente se torna sua esposa. 

## Biografia[nota 2]

### Primeiros anos
Forrest nasceu na pequena cidade fictícia de Greenbow, no Alabama, no dia 6 de junho de 1944. Nunca conheceu seu pai e foi criado apenas pela mãe. Sua mãe sempre dizia que seu pai estava "de férias". Ela nomeou Forrest em homenagem ao seu ancestral Nathan Bedford Forrest, um notável general confederado na Guerra Civil Americana e fundador do movimento supremacista branco, Ku Klux Klan. Ela pretendia que o nome dele fosse um lembrete de que "as vezes todos nós fazemos coisas que, bom, não fazem sentido".
Forrest nasceu com pernas fortes, mas com uma coluna vertebral torta. Quando criança, ele foi forçado a usar aparelho para as pernas, o que tornou sua caminhada muito difícil e sua corrida quase impossível. Ele tinha um QI baixo, de 75, o que quase o impediu de ser aceito na escola pública. Sua mãe teve que dormir com o diretor para convencê-lo a deixar seu filho estudar na escola. Apesar de seus desafios físicos e mentais, a mãe de Forrest sempre o dizia para nunca deixar ninguém dizer-lo que ele era diferente ou idiota, dizendo a ele que "quem é idiota é quem faz idiotice", o que mais tarde se tornou o "lema" de Forrest, com ele respondendo isso a todos que perguntavam se ele era idiota.
Forrest e sua mãe viviam em uma grande casa de dois andares nos arredores da cidade de Greenbow. Ela fazia dinheiro alugando quartos para viajantes. Um de seus clientes foi o jovem Elvis Presley. Forrest se envolveu com Elvis e gostava de dançar enquanto ele tocava seu violão. Seu aparelho para as pernas lhe dava um estilo de dança único que futuramente inspiraria Elvis a criar sua dança característica para a música "Hound Dog".
No ônibus para o primeiro dia de aula, Forrest conheceu Jenny Curran e logo se tornou amigo dela. "Eu nunca tinha visto algo tão bonito em minha vida", "Ela era como um anjo", pensou Forrest quando a conheceu. Os dois se tornaram melhores amigos, muitas vezes brincavam ao redor de uma grande árvore e ensinavam coisas uns aos outros. Ele descrevia sua relação com ela dizendo, "Jenny e eu éramos como pão e manteiga". Jenny era uma das poucas pessoas, além de sua mãe, que aceitava Forrest como ele era, ensinando-o a ler e enfrentando valentões que o assediavam. Contudo, a vida de Jenny não era tão feliz quanto a de Forrest; sua mãe morreu quando ela tinha cinco anos e seu pai era um alcoólatra abusivo que molestava e batia nela. Ela conseguiu se livrar de seu pai apenas com ajuda da policia e foi levada para morar com sua avó.

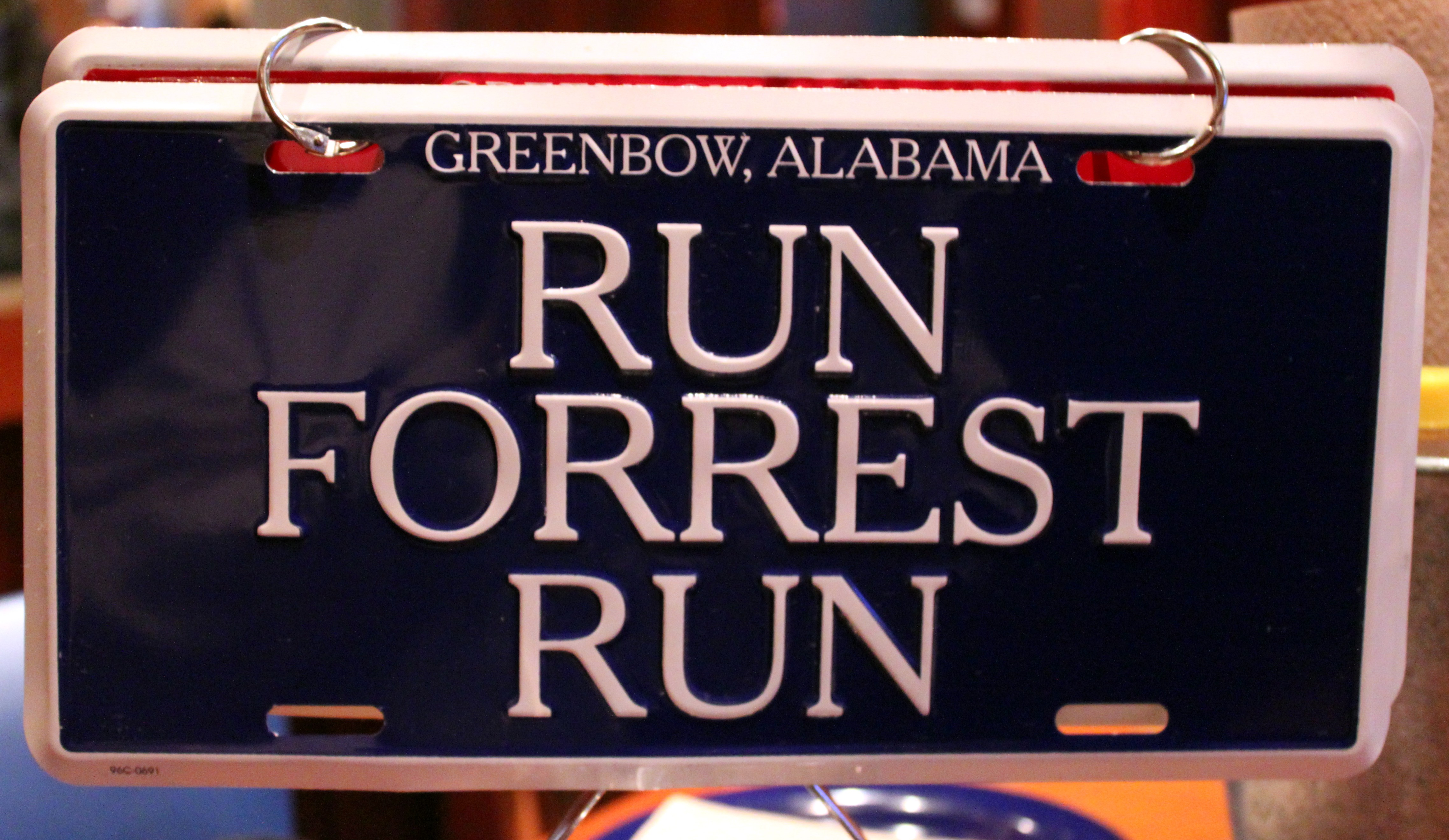
A famosa frase dita por Jenny no filme. (Run Forrest, Run!)

Em um dia, um grupo de valentões estavam jogando pedras em Forrest, com uma delas cortando sua testa. Jenny então o disse a famosa frase "Corra Forrest, corra!", o que ele fez, levando os valentões a persegui-lo com suas bicicletas. Enquanto Forrest corria com dificuldade, seus aparelhos para as pernas quebraram. Assim que ele se livrou dos aparelhos, Forrest descobriu que poderia correr incrivelmente rápido e nunca mais teria que usa-los novamente, e estava livre para correr para qualquer lugar que quisesse, o que se tornou seu passatempo. 

### Universidade

Gump conhecendo John F. Kennedy, na Casa Branca. Uma variedade de efeitos visuais foi usada para incorporar Tom Hanks em arquivos de imagem com várias figuras e eventos históricos.

Embora Forrest permanecesse alvo de valentões, ele e Jenny continuaram amigos íntimos durante todo o ensino médio. Em um dia, enquanto corria de uns valentões, Forrest interrompeu um treino de futebol americano de uma escola local correndo por todo o campo mais rápido do que todos os jogadores. Esse acontecimento chamou a atenção do técnico do Alabama Crimson Tide, Paul "Bear" Bryant, que estava lá como um olheiro a procura de talentos. Após as habilidades de corrida impressionarem o técnico, Forrest recebeu uma bolsa de estudos para atletas da Universidade do Alabama, onde sua velocidade os ajudou a vencer vários jogos. Ele jogou lá por cinco anos e vestiu a camisa 44. Ele então foi nomeado como uns dos melhores jogadores, na seleção All-American e teve a oportunidade de conhecer o presidente John F. Kennedy na Casa Branca. Quando foi perguntado pelo presidente como se sentia em estar na seleção, Forrest, depois de beber vários refrigerantes, respondeu honestamente: "Eu quero fazer xixi".
Forrest também presenciou o momento em que a Universidade do Alabama permitiu a entrada dos primeiros estudantes negros e quando o governador George Wallace ficou parado na frente da porta, com a intenção de impedir a entrada dos estudantes, enquanto vários civis zombavam deles. Forrest, não entendendo completamente a situação, simplesmente caminhou até Vivian Malone, uma das primeiras estudantes a entrar, e entregou-lhe um livro que ela havia deixado cair no chão, após isso, entrou junto com ela e James Hood para dentro da escola, fazendo com que seus treinadores assistissem ao incidente, incrédulos. Mais tarde, Forrest passou um tempo com Jenny no dormitório da faculdade dela, durante um dia chuvoso, depois dela ter sido abusada por outro universitário.

### Exército e Guerra do Vietnã
Em sua formatura da faculdade, Forrest foi abordado por um recrutador do exército, que entregou-lhe um cartaz contendo o  Tio Sam e uma frase: "Excelentes carreiras, para excelentes jovens". Pouco depois, Forrest decidiu se juntar ao Exército dos Estados Unidos. No ônibus para o campo de treinamento, ele conheceu seu amigo Benjamin Buford Blue, um jovem negro de Bayou La Batre, Alabama, que tinha o apelido de "Bubba". Ele contou para Forrest a relação de sua família com o camarão, como cozinhar camarão foi passado de geração em geração e como ele planejava comprar seu próprio barco para pescar camarão depois que saísse do exército. Disse que amava todos os tipos de camarão e contou uma longa lista de tipos diferentes. Bubba e Forrest se tornaram amigos no exército.
Forrest se deu bem no exército, seguindo as ordens sem causar problemas. Nos primeiros dias, bateu o recorde de sua companhia por montar seu fuzil M14 rapidamente. Seu sargento regularmente destacava Forrest dos demais, o considerando um exemplo para os outros recrutas, sempre dizendo que ele, um dia, seria general do exército. Enquanto isso, Jenny enfrentava vários problemas na vida, tendo múltiplas relações com diferentes homens e sendo expulsa da faculdade por posar para a Playboy com o suéter da escola. Depois disso, ela conseguiu um trabalho cantando nua em uma boate em Memphis, Tennessee, com o nome artístico de "Bobbie Dylan". Forrest foi visitá-la na boate e brigou com alguns homens que estavam assediando ela durante a performance. Durante uma discussão que aconteceu pouco tempo depois disso, fora da boate, Forrest disse para Jenny que a amava, mas Jenny respondeu dizendo que ele "não sabe o que é o amor". Jenny ficou brava, mas logo depois ficou preocupada quando ele disse que estava sendo enviado para a Guerra do Vietnã. Ela disse para ele não tentar ser corajoso se estiver com problemas e simplesmente fugir.
No Vietnã, Forrest e Bubba conheceram seu líder de pelotão, tenente Dan Taylor, a quem Forrest se referiria apenas como "Tenente Dan". Durante uma patrulha, Bubba propôs para Forrest que eles entrassem no negócio de camarões juntos depois que o tempo de exército dos dois terminasse, e Forrest concordou. Após vários meses sem problemas, o pelotão foi emboscado por vietcongues e diversos soldados foram feridos ou mortos. Na confusão, Forrest foi inicialmente ordenado a recuar e se separou do resto do pelotão, mas depois de se preocupar com Bubba, voltou atrás na confusão atrás dele. Forrest então encontrou Tenente Dan e vários outros soldados feridos e e os salvou, levando-os para um lugar seguro antes de continuar á procurar por Bubba. Quando ele finalmente o encontra, ele estava gravemente ferido, mas Forrest conseguiu levá-lo para longe da área de combate antes da mesma ser bombardeada pela Força Área Americana. Nos braços de Forrest, Bubba morreu antes de dizer suas últimas palavras, que foram: "Eu quero ir pra casa".
Durante o tiroteio, Forrest foi baleado nas nádegas e se recuperou em um centro médico do exército em Saigon. Tenente Dan ficou em uma cama ao lado dele, tendo perdido as duas pernas. Mais tarde, Dan ficou furioso com Forrest por tê-lo salvado. Ele acreditava que seu destino era morrer com honra no campo de batalha, como havia acontecido com vários de seus ancestrais e culpou Forrest por ter tirado sua honra e suas pernas.

Uniformes de futebol americano e do exército de Forrest Gump.

### Medalha de Honra e Washington, D.C.
Forrest depois recebeu uma Medalha de Honra por sua coragem no Vietnã. Enquanto premiado, o presidente Lyndon B. Johnson perguntou em que lugar ele tinha sido baleado e Forrest lhe respondeu honestamente que foi nas nádegas, o presidente então sussurrou no seu ouvido, dizendo que gostaria de ver (o ferimento) algum dia. Forrest imediatamente abaixou as calças e se virou para mostrar seu ferimento, enquanto estava em televisão nacional. O presidente Johnson simplesmente se afastou sorrindo.
Pouco depois, Forrest saiu para passear em Washington, D.C. e acidentalmente se viu entre um grupo de veteranos que participavam de um comício antiguerra liderado por Abbie Hoffman. Enquanto fazia seu discurso no comício que foi rudemente cortado por um policial, que desativou os aparelhos de som sem Forrest perceber, ele avistou Jenny na multidão, que desde então havia se tornado uma hippie. Ele então sai do palco e se abraça com ela nas águas do Espelho d'água do Lincoln Memorial. Forrest não gostou muito do novo namorado dela, Wesley, presidente do Estudantes por uma Sociedade Democrática, da universidade de Berkeley, e deu um soco nele após vê-lo bater na Jenny durante uma discussão em uma reunião do Partido dos Panteras Negras. Forrest e Jenny então foram expulsos da reunião e ficaram acordados a noite toda, enquanto ela o contava sobre suas viagens. Antes dos dois se separarem novamente pela manhã, Forrest deu a Jenny sua Medalha de Honra, dizendo "Eu só ganhei ela fazendo o que você me disse para fazer", considerando que Jenny o disse para correr ao invés de tentar ser corajoso em combate.

### Ping-Ponge Nova York

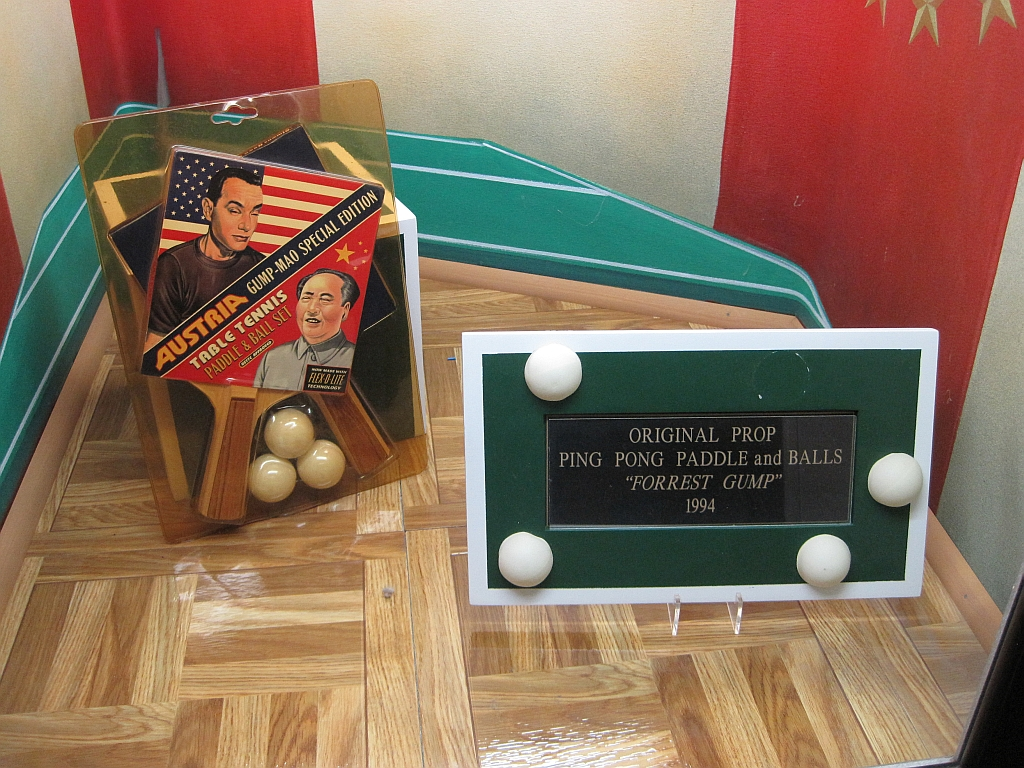
Raquete e bolas de ping-pong originais de Forrest Gump.

Em 1969, Forrest se juntou ao Serviços Especiais do Exército, onde ele entreteve militares feridos com suas habilidades de ping-pong (tênis de mesa). Suas habilidades lhe renderam um lugar na seleção All-American de ping-pong, o que lhe deu uma oportunidade de viajar para a China durante o período da Diplomacia do Ping-Pong no início dos anos 70. Quando voltou, ele era considerado uma celebridade nacional, "mais famoso que o Capitão Canguru", e foi convidado por Dick Cavett para aparecer em seu talk-show The Dick Cavett Show, em Nova York, onde John Lennon também foi convidado. Durante a entrevista, Lennon, ao ouvir Forrest falar sobre o fato dos chineses não terem "nenhuma propriedade" e "nenhuma religião", futuramente o inspiraria a escrever a música "Imagine".
Pouco depois, nos últimos dias do ano, Forrest se reencontrou com Tenente Dan, seu líder de pelotão no Vietnã que agora usava cadeira de rodas. Dan se tornou um alcoólatra que perdeu toda sua fé em Deus. Quando se reencontrou com Forrest, estava se questionando como que um "imbecil" que se humilhava em televisão nacional, havia conseguido ganhar a Medalha de Honra. Dan e Forrest então decidiram passar a celebração de ano novo juntos em um bar. Lá, Forrest tentou convencer Tenente Dan á se juntar com ele no negócio de camarão como seu imediato, em um esforço para cumprir sua promessa feita para Bubba no Vietnã, ele então concordou. Dan depois convidou duas prostitutas, Carla e Lenore, para uma festa de ano novo particular, ambas as quais ele expulsou de seu apartamento por insultar Forrest quando ele rejeitou sexo com uma delas. Forrest então se desculpou por "arruinar" a festa, ao qual Dan respondeu simplesmente desejando á Forrest feliz ano novo.
Tempos depois, Forrest foi convidado, juntamente com a equipe de ping-pong dos EUA, para a Casa Branca, onde ele conheceu o presidente Richard Nixon, que lhe ofereceu um quarto no Watergate Hotel. Nessa noite, Forrest foi acordado por um grupo de homens com lanternas invadindo um escritório com luzes apagadas. Confundindo com uma queda de energia, Forrest ligou para o guarda de segurança Frank Wills para informá-lo do problema, o que causou o inicio do Caso de Watergate, que levou Nixon à renunciar o cargo em agosto de 1974. Nesse mesmo ano, Forrest recebeu alta do exército com a patente de sargento.

### Empresário do ramo da pesca de camarão

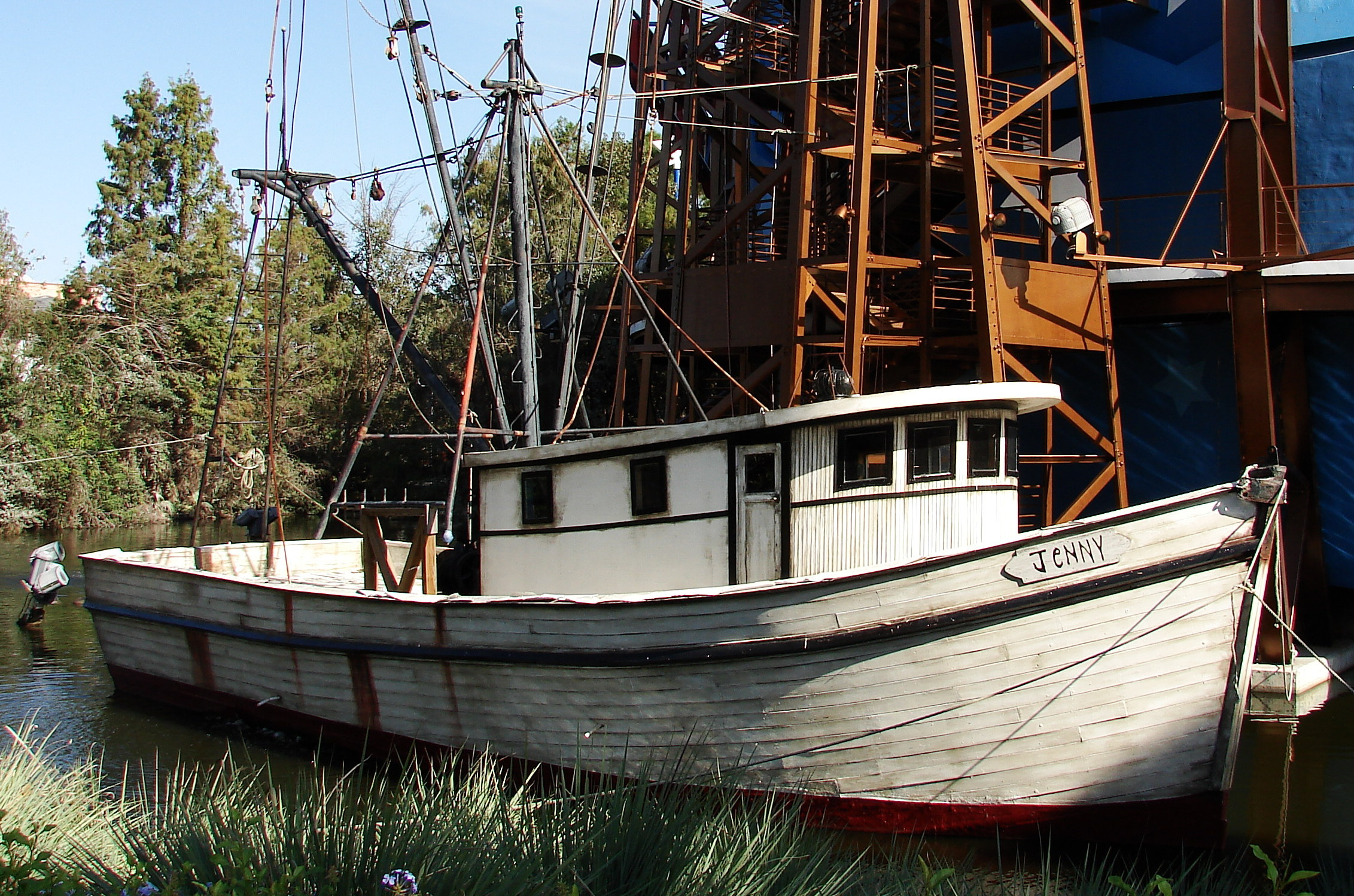
O barco Jenny, usado por Forrest e Dan para pescar camarão no filme.

Quando voltou para o Alabama, Forrest encontrou sua casa cheia de produtos da época que era jogador de ping-pong na China. Com insistência de sua mãe, Forrest ganhou 25.000 dólares endossando uma marca de raquetes de ping-pong e usou a maior parte do dinheiro para viajar para a cidade natal de Bubba, Bayou La Batre, e comprar um barco para pescar camarão, como havia prometido a ele. Quando um homem desconhecido o disse que ter um barco sem nome dava má sorte, Forrest então decidiu nomear seu barco em homenagem á Jenny, que ele chamava de "A coisa mais linda em todo o mundo". Sem ver Forrest há muito tempo, Jenny havia se mergulhado em uma vida de drogas, roubo e promiscuidade sexual, mas em uma tentativa de suicídio, enquanto estava drogada, em que ela escorregou e quase caiu de uma sacada de um apartamento em Los Angeles, abriu sua mente e faz ela desistir dessa vida.
Mais tarde, Forrest foi visitado por Tenente Dan que, como disse que faria no ano novo, seria o imediato de Forrest. Por várias semanas, os dois não tiveram nenhuma sorte em pescar camarões. Contudo, as coisas mudaram quando a área foi atingida pelo Furacão Carmen. O barco de Forrest foi o único que sobreviveu ao furacão e, quando tudo passou, os dois se viram com o monopólio de camarão. Com uma empresa sob o nome de Bubba Gump Shrimp Company (tradução para português: Companhia de Camarão Bubba Gump), os dois se tornaram rapidamente ricos. Aparentemente, tendo enfrentado seus demônios durante a tempestade, Tenente Dan agradeceu a Forrest por salvar sua vida no Vietnã, e Forrest chegou a conclusão de que Dan, finalmente, sem ter realmente admitido, fez as pazes com Deus. 

### Investimento na Apple, filantropia e vida no Alabama
Forrest, agora rico, retornou novamente para sua casa em Greenbow, quando descobriu que sua mãe estava morrendo de câncer. Após sua morte, Forrest decidiu ficar e deixou sua empresa de camarão nas mãos do Tenente Dan. Se afastou para cortar gramas de graça, o que aparentemente ele gostava de fazer. Enquanto isso, Tenente Dan decidiu fazer um investimento no que Forrest dizia ser "algum tipo de empresa de frutas". Na realidade, a empresa em que ele investiu era a iniciante Apple Computer. Com o dinheiro do investimento na Apple, Forrest gastou em atos de filantropia: reformou a igreja que ele frequentava, construiu um centro médico na cidade do Bubba e deu a parte do Bubba para a sua família, o suficiente para eles nunca mais trabalharem.
Jenny retornou para Greenbow e foi morar com Forrest. Os dois conversavam sobre as novidades, e Forrest lhe contava as histórias que viveu. Depois, ele descreveu esse tempo como o "momento mais feliz da minha vida novamente". Um dia, eles passaram em frente da casa, agora abandonada, que Jenny viveu com seu pai na infância. Ela olhou paralisada por um momento, e de repente começou a jogar várias pedras na casa, antes de cair em desespero. Foi o momento em que Forrest realmente entendeu o tamanho dos problemas que Jenny passou na infância. Em outra noite, em 4 de julho de 1976, Forrest pediu Jenny em casamento, mas ela recusou, dizendo "Você não quer casar comigo". Forrest respondeu com, "Por que você não me ama Jenny? Eu não sou um homem esperto, mas eu sei o que é o amor". Após essa conversa, Jenny foi ao quarto de Forrest e disse que o amava e os dois fizeram amor. Querendo recomeçar por conta própria, Jenny chamou um táxi pela manhã seguinte e foi embora antes que ele acordasse.

### Corrida por todo o país
Assim que Jenny o deixou, Forrest se encontrou com um sentimento de solidão e de repente decidiu dar uma corrida "sem motivo particular". De inicio, ele decidiu correr até os limites de uma estrada, depois até os limites da cidade, depois até os limites do condado, depois até a fronteira com o Mississippi. Eventualmente, ele tinha cruzado todo os Estados Unidos, várias vezes ao longo de um período de três anos. Ele atraiu atenção da mídia e depois, de dezenas de pessoas, que começaram a o seguir. Enquanto isso, Jenny trabalhava como garçonete em Savannah, Geórgia e sempre assistia a cobertura de notícias sobre a corrida de Forrest na televisão. Durante a corrida, Forrest inspirou a frase "shit happens" (merdas acontecem) para um vendedor de adesivo para carro, depois de pisar em uma pilha de fezes de cães. Ele inspirou também o icônico "Smiley" (carinha feliz), ao usar uma camiseta amarela fornecida por um designer de camisa para limpar o rosto sujo de lama. Em um dia, enquanto corria em Utah, Forrest de repente parou; todos seus seguidores também pararam e esperaram escutar algo dele e ele simplesmente disse que estava cansado, então virou de lado e voltou andando para o Alabama, deixando seus seguidores pasmos com sua decisão repentina.

### De volta ao presente

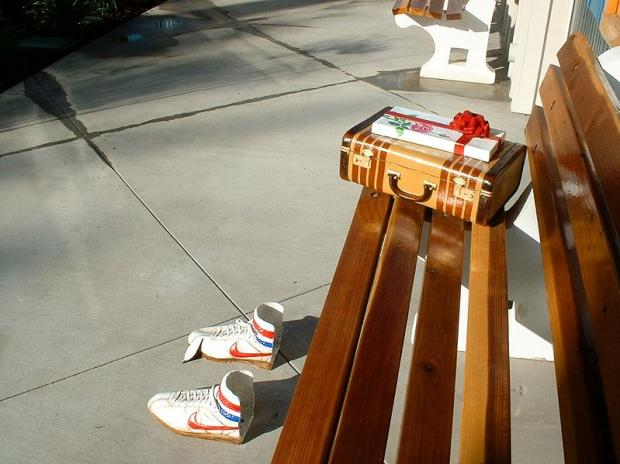
Banco onde Forrest sentava no filme, enquanto contava a história de sua vida para estranhos.

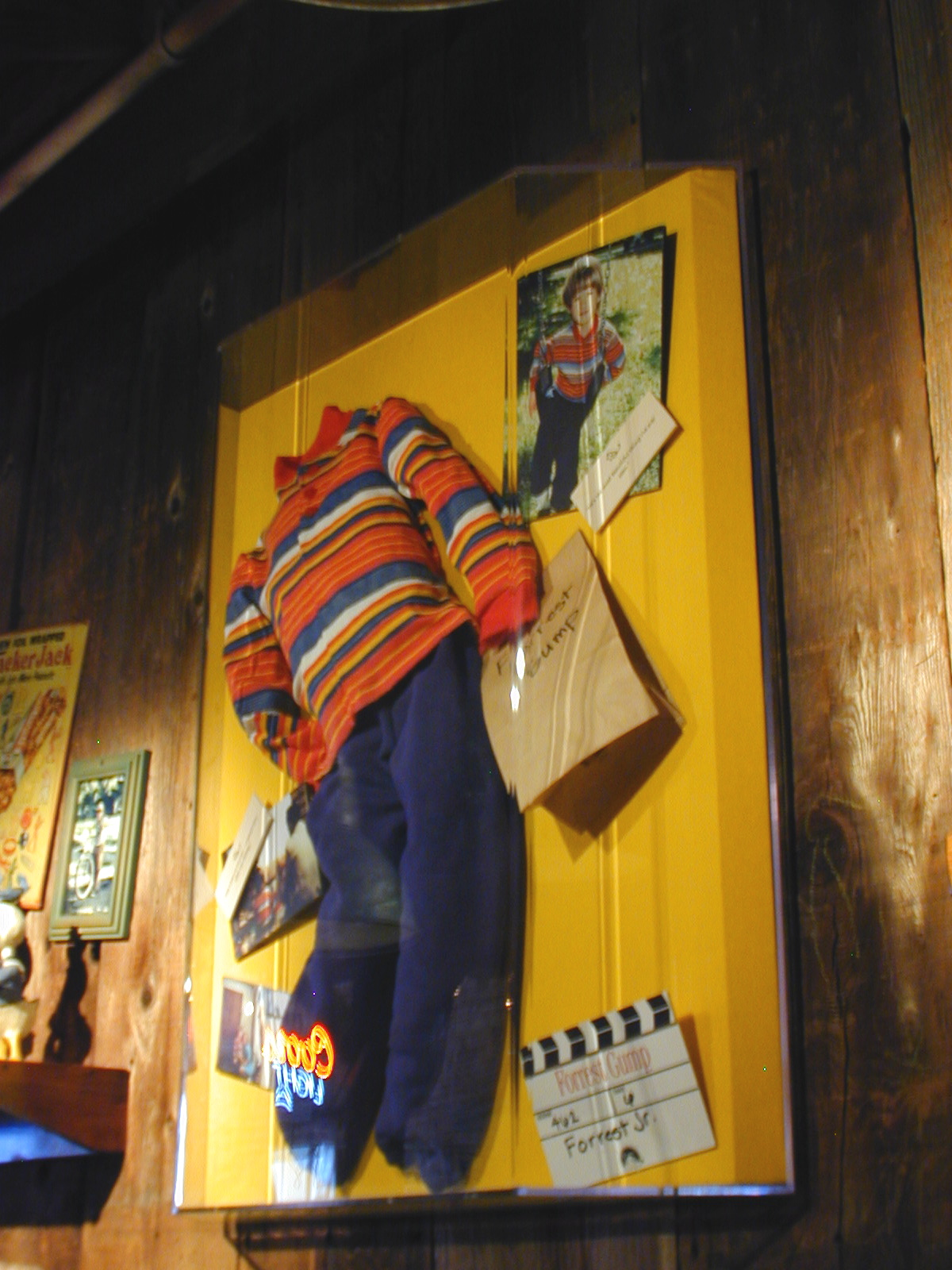
Roupas usadas por Forrest Jr. (Haley Joel Osment) no filme.

De volta ao presente (o "presente" do filme acontece em 1981, como se pode perceber em imagens televisionadas da tentativa de assassinato do presidente Ronald Reagan), Forrest diz para sua última ouvinte no banco, uma idosa, que ele recentemente recebeu uma carta da Jenny pedindo o para vim vê-la. Quando Forrest diz a localização, a idosa o informa que é apenas cinco ou seis quarteirões longe. Agradecendo-a, Forrest sai andando até a casa de Jenny. Forrest e Jenny estavam felizes em se verem novamente. Contudo, antes de mesmo começaram a conversar, ele é apresentado ao filho dela, um pequeno menino nomeado em homenagem á Forrest. Ele então pensa que ela conheceu outro homem chamado Forrest, até ela se explicar "Você é o papai, Forrest". Ele logo fica preocupado se o menino tem uma inteligencia baixa, como ele, o que leva Jenny a afirmar rapidamente que ele é completamente normal. Forrest então descobre que Jenny estava doente de um vírus desconhecido, (podendo ser HIV ou hepatite C, ambas doenças desconhecidas na época) que não tinha cura. Ele convida ela e Forrest Jr. para viverem junto com ele em Greenbow e ela então pede ele em casamento e ele aceita.
O casamento dos dois é simples, uma cerimônia íntima da qual participaram apenas um punhado de familiares e amigos. Um deles foi o Tenente Dan, que agora tem pernas de titânio e uma noiva vietnamita chamada Susan. É o único momento que Jenny e Dan se conhecem. Forrest, Jenny e Forrest Jr. tiveram apenas um ano juntos como família antes de Jenny morrer em um sábado. Antes de morrer, ela perguntou para Forrest como foi no Vietnã. Ele respondeu dizendo que era legal e quando parava de chover, era quieto e pacifico. Ele também disse que enquanto corria em Oregon, parecia que tinha dois céus e duas montanhas (considerando que tinha um lago em frente de uma montanha). Ele também disse que enquanto corria no deserto, quando o sol nascia, era a vista mais linda de todas. Ela respondeu dizendo que desejaria estar lá com ele. Forrest riu e disse, "Você estava lá comigo". Forrest então, enterrou ela debaixo da árvore que eles costumavam brincar quando crianças e comprou sua casa de infância, onde ela foi abusada pelo pai, e a demoliu. Por mais que sentisse muita saudade dela, Forrest se tornou um bom pai para o pequeno Forrest.
Visitando o túmulo dela em 1982, ele refletiu sobre a ideia de fé e destino, se perguntou se sua mãe estava certa sobre cada individuo ter seu próprio destino ou se o Tenente Dan estava certo sobre só flutuarmos sem rumo como numa brisa. Forrest eventualmente decide que "talvez seja os dois acontecendo ao mesmo tempo". Ele então deixa uma carta do pequeno Forrest para Jenny e diz a ela "Se tiver alguma coisa que precisar. Eu não estarei longe".
Forrest é visto pela última vez, sentado onde ele e sua mãe costumavam sentar enquanto esperam o ônibus, olhando para o pequeno Forrest pegando seu primeiro ônibus para escola e dizendo-o que o ama e que estará esperando por ele.

## Diferenças entre o filme e livro
O Forrest do romance original se difere do representado no filme. No romance, Forrest mostra-se um tanto cínico e abrasivo, enquanto no filme ele é mais calmo e ingênuo. O romance o descreve como um sábio com extraordinário talento para cálculos numéricos, como é mostrado quando ele diz a exata quantidade de tempo em anos, meses, dias e horas que ele passou correndo pelo país. Em um momento do romance, ele fuma maconha, enquanto visita Harvard. Outras mudanças incluem as mortes da mãe e esposa de Forrest, nenhuma das duas morrem no livro. Além de correr pelo país por mais de três anos, no romance ele se torna um astronauta, encontre um macaco chamado Sue no espaço e cai em uma selva cheia de canibais que o tomam como refém.

O romance também diz mais sobre seu pai. É revelado que seu pai era um estivador, que trabalhava para a United Fruit Company e que morreu quando um caixote de bananas de um barco caiu em cima dele, esmagando-o até a morte. Além de ser astronauta, ele tocava gaita em uma banda chamada Cracked Eggs (Ovos Rachados), foi lutador profissional chamado de "The Dunce" (O Cretino) e se candidatou ao Senado dos Estados Unidos com o slogan "We Got to Pee" ("Temos Que Fazer Xixi", em referencia ao que ele disse ao presidente John F. Kennedy quando o conheceu).